# Paraclius fuscinervis
Paraclius fuscinervis är en tvåvingeart som beskrevs av Frey 1925. Paraclius fuscinervis ingår i släktet Paraclius och familjen styltflugor. Inga underarter finns listade i Catalogue of Life.